# 白克里尼察 (里夫內區)

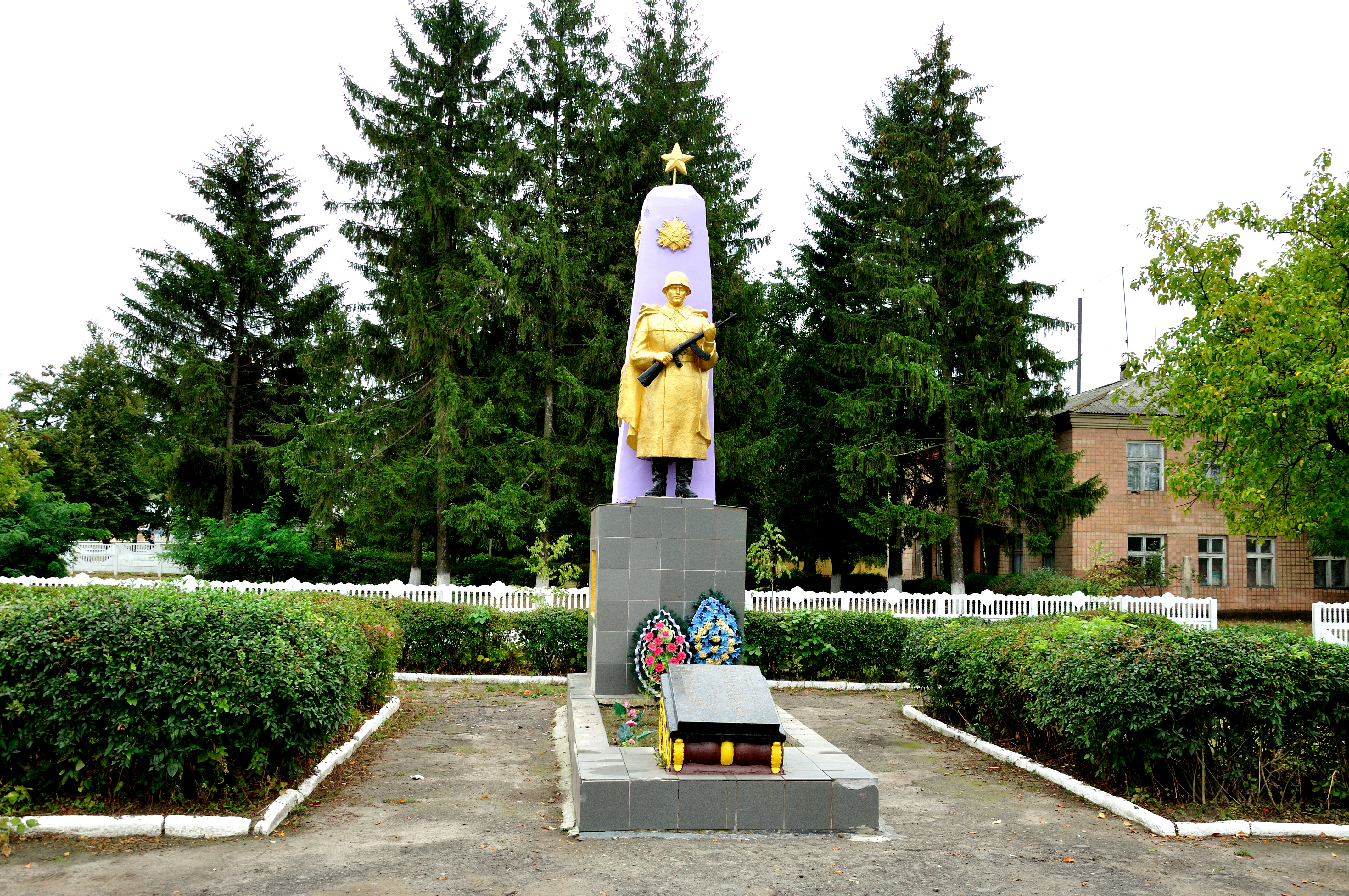
英雄纪念碑

50°36′17″N 26°23′13″E / 50.60472°N 26.38694°E
白克里尼察（烏克蘭語：Біла Криниця），是烏克蘭西北部羅夫諾州羅夫諾區白克里尼察市镇内的村落及其行政中心。始建於1570年，面積7.01平方公里，海拔高度257米，2001年人口2,431。